# 威廉 (紹姆堡-利珀伯爵)
威廉（英語：Wilhelm zu Schaumburg-Lippe，1724年1月9日—1777年9月10日）是阿爾布雷希特·沃夫岡與英國國王喬治一世私生女瑪格麗特·格特魯德的兒子，紹姆堡-利珀伯爵（1748—1777）。

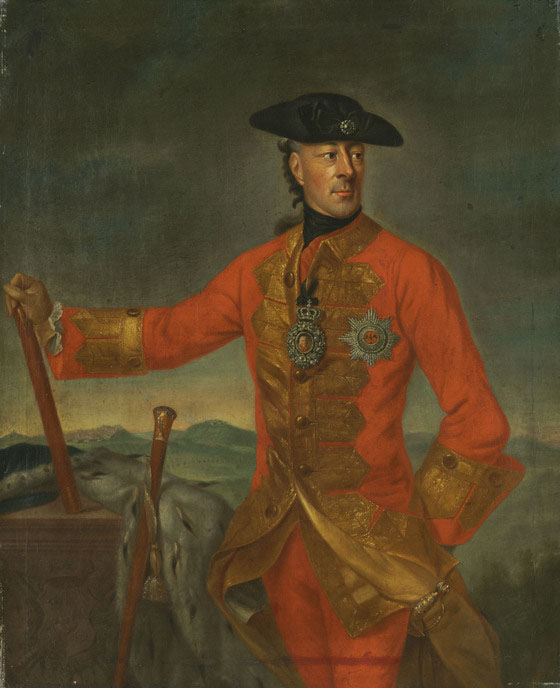
威廉，紹姆堡-利珀伯爵

七年戰爭期間，威廉是英普盟軍的將領之一，並且在葡萄牙宰相蓬巴爾侯爵的請求下率領盟軍對抗入侵的西班牙軍（參見1762年西班牙入侵葡萄牙）。威廉娶遠房堂兄腓特烈·卡爾·奧古斯特的女兒瑪麗·芭芭拉，但沒有子嗣，1777年去世後由堂兄腓力二世繼位。